# Chat de Schrödinger

Un chat est enfermé dans une boîte avec un flacon de gaz mortel et une source radioactive. Si un compteur Geiger détecte un certain seuil de radiations, le flacon est brisé et le chat meurt. Selon l'interprétation de Copenhague, le chat est à la fois vivant et mort. Pourtant, si nous ouvrons la boîte, nous pourrons observer que le chat est soit mort, soit vivant.

Le chat de Schrödinger est une expérience de pensée imaginée en 1935 par le physicien Erwin Schrödinger afin de mettre en évidence des lacunes supposées de l'interprétation de Copenhague de la physique quantique, et particulièrement mettre en évidence le problème de la mesure.
La mécanique quantique est relativement difficile à concevoir car sa description du monde repose sur des amplitudes de probabilité (fonctions d'onde). Ces fonctions d'ondes peuvent se trouver en combinaison linéaire, donnant lieu à des « états superposés ». Cependant, lors d'une opération dite de « mesure » l'objet quantique sera trouvé dans un état déterminé ; la fonction d'onde donne les probabilités de trouver l'objet dans tel ou tel état.
Selon l'interprétation de Copenhague, c'est la mesure qui perturbe le système et le fait bifurquer d'un état quantique superposé (atome à la fois intact et désintégré par exemple… mais avec une probabilité de désintégration dans un intervalle de temps donné qui, elle, est parfaitement déterminée) vers un état mesuré. Cet état ne préexiste pas à la mesure : c'est la mesure qui le fait advenir.
Toutefois, la notion de mesure ou de bifurcation n'apparaît pas explicitement ni même indirectement dans le formalisme quantique, et les tentatives d'en faire surgir cette notion se heurtent à d'extrêmes difficultés. En conséquence, certains physiciens n'accordent aucune réalité physique au concept de mesure ou d'observation. Pour eux, les états superposés ne s'effondrent ou ne « bifurquent » pas et l'état mesuré n'existe pas réellement (voir par exemple : Hugh Everett).
C'est pour faire apparaître le caractère paradoxal de cette position et pour poser de manière frappante le problème que Schrödinger a imaginé cette expérience de pensée, également connue sous le nom de « paradoxe de Schrödinger ».

## L'expérience de pensée

### Principe

Une illustration de l'expérience dite du chat de Schrödinger.

Erwin Schrödinger a imaginé une expérience de pensée dans laquelle un chat est enfermé dans une boîte avec un dispositif qui tue l'animal dès qu'il détecte la désintégration d'un atome d'un corps radioactif ; par exemple : un détecteur de radioactivité type Geiger, relié à un interrupteur provoquant la chute d'un marteau cassant une fiole de poison — Schrödinger proposait de l'acide cyanhydrique — qui peut être enfermé sous forme liquide dans un flacon sous pression et se vaporiser, devenant un gaz mortel, une fois le flacon brisé.
Si l'atome a une durée de demi-vie de 10 minutes, alors il a 50% de chances de s'être désintégré au bout de 10 minutes. La mécanique quantique indique que, tant que l'observation n'est pas faite (ou plus précisément qu'il n'y a pas eu de réduction du paquet d'onde), l'atome est dans une superposition de deux états équiprobables : intact et désintégré. Or le mécanisme imaginé par Erwin Schrödinger lie l'état du chat (mort ou vivant) à l'état des particules radioactives, de sorte que le chat serait aussi dans une superposition d'états (l'état mort et l'état vivant), jusqu'à ce que l'ouverture de la boîte (l'observation) déclenche le choix entre les deux états. Par conséquent, il est impossible de dire si le chat est mort ou non au bout de 10 minutes.
La difficulté principale tient donc dans le fait que si l'on est généralement prêt à accepter ce genre de situation pour une particule, l'esprit refuse d'accepter facilement une situation qui semble aussi peu naturelle quand il s'agit d'un sujet plus familier comme un chat.

### Pourquoi le chat de Schrödinger?
Schrödinger cherchait à mettre en évidence le problème de l'émergence de lois macroscopiques (à l'échelle d'un chat) à partir des lois de la physique quantique. La question que soulève son expérience de pensée n'est donc pas « Comment est-ce possible dans le monde quantique ? » mais « Comment est-ce impossible dans le monde macroscopique ? ».
Cette expérience n'a jamais été réalisée à cette échelle, car :
- les conditions techniques pour préserver l'état superposé d'un objet macroscopique sont très difficiles, car il faut isoler parfaitement l'objet de son environnement qui provoque sa décohérence ;
- même si ces conditions sont atteintes, il s'agit avant tout d'une expérience de pensée, en principe non réalisable. En effet, en principe, on ne peut mettre en évidence directement, ou mesurer, que le chat est à la fois mort et vivant car le fait d'essayer de connaître son état provoquera nécessairement l'effondrement de la fonction d'onde.

Cependant des techniques ont été développées pour mettre en évidence indirectement un état de superposition, permettant des expériences jusqu'à une certaine échelle, confirmant une propagation de l'état de superposition à des échelles mésoscopiques; voir #Expériences, 
En fait, le but est surtout de marquer les esprits : si la théorie quantique autorise un chat à être à la fois mort et vivant, c'est, soit qu'elle est erronée, soit qu'il va falloir reconsidérer tous les préjugés.
Dans une lettre datée du 8 août 1935 et adressée à Schrödinger, Einstein propose une expérience de pensée où un baril de poudre serait dans une superposition des états le baril a explosé et le baril n'a pas encore explosé. Schrödinger répond le 19 août en remplaçant le baril par un chat qu'un dispositif place dans une superposition des états mort et vivant. Dès lors Einstein employa un baril de poudre avec un chat à proximité. Schrödinger et Einstein pensaient que la possibilité du chat mort-vivant démontrait que l'interprétation de la fonction d'onde par Max Born était incomplète. La partie « Quelle solution ? » montre que cette situation souligne bien l'étrangeté de la mécanique quantique, mais ne la réfute pas.
Anecdotiquement, on peut aussi se demander (c'est ce que fait Étienne Klein dans Il était sept fois la révolution) d'où vient le choix d'un chat pour cette expérience de pensée. Sciences et Avenir, dans un numéro consacré au chat de Schrödinger, propose l'hypothèse d'une référence de la part de Schrödinger au chat du Cheshire.

### Est-il exact de dire que le chat est mort et vivant?
L'affirmation « Le chat est mort et vivant » est effectivement déroutante, et notre intuition nous dit que les phrases « le chat est mort » et « le chat est vivant » sont chacune la négation de l'autre. En fait, en mécanique quantique, il existe en théorie une troisième possibilité : le chat peut être dans un état de superposition, dans lequel il cumule plusieurs états classiques incompatibles.

En mécanique quantique, l'état du chat est représenté par un vecteur abstrait. Lorsque l'on ouvre la boîte, l'état du chat est projeté sur ou sur.

Si l'on suppose une dépendance directe entre l'état d'une particule et la vie du chat, le chat devrait être dans un tel état superposé, mort + vivant, jusqu'à l'observation qui le réduira à un seul état. Si on emploie la notation bra-ket de Paul Dirac, dans le formalisme de la mécanique quantique, l'état du chat pourrait s'écrire (par analogie avec celui de la particule) : {\displaystyle {\frac {1}{\sqrt {2}}}\cdot \left(\left|\mathrm {mort} \right\rangle +\left|\mathrm {vivant} \right\rangle \right)} où {\displaystyle \left|\mathrm {mort} \right\rangle } et {\displaystyle \left|\mathrm {vivant} \right\rangle } sont respectivement les vecteurs d'un espace de Hilbert qui représentent les états mort et vivant du chat, chacun de probabilité égale à 50%.
En mécanique quantique, un état physique est représenté par un vecteur d'un espace de Hilbert. Le principe de superposition stipule que la combinaison linéaire de tels vecteurs représente toujours un état physique, mais ne précise pas l'interprétation que l'on doit lui donner. Cependant, cette superposition d'état ne peut pas être observée directement : ici, lorsqu'on observe le chat, on le verra soit mort soit vivant. D'après le postulat de la mesure, l'état du chat juste après la mesure sera alors respectivement soit l'état {\displaystyle \left|\mathrm {mort} \right\rangle } soit l'état {\displaystyle \left|\mathrm {vivant} \right\rangle }. L'intérêt d'écrire formellement l'état superposé est de pouvoir calculer la probabilité de mesurer chacune des issues de l'expérience de mesure grâce au postulat de Born.
Il n'y a pas de problème logique (le principe du tiers exclu n'est pas remis en cause) dès lors que l'on conçoit qu'un objet quantique peut avoir des propriétés contredisant notre expérience quotidienne. Pour éviter les abus de langage sur le « chat mort-vivant » ou « mort et vivant », on peut préférer dire que le chat est dans un état où les catégorisations habituelles (ici la vie ou la mort) perdent leur sens.
Mais on peut, comme Einstein, refuser d'admettre que le chat n'ait pas d'état observable défini tant qu'on n'opère pas d'observation, et supposer que si on voit le chat vivant, il l'a été depuis son enfermement. Einstein anticipa sur l'objection de Niels Bohr « Le mystique positiviste va rétorquer qu'on ne peut spéculer sur l'état du chat tant qu'on ne regarde pas sous prétexte que cela ne serait pas scientifique ».

## Quelle solution?
Différentes options proposent de résoudre ce paradoxe :

### Théorie de la décohérence
Un certain nombre de théoriciens quantiques affirment que l'état de superposition ne peut être maintenu qu'en l'absence d'interactions avec l'environnement qui « déclencheraient » le choix entre les deux états (mort ou vivant)[réf. souhaitée]. C'est la théorie de la décohérence. La rupture n'est pas provoquée par une action « consciente », que nous interprétons comme une « mesure », mais par des interactions physiques avec l'environnement, de sorte que la cohérence est rompue d'autant plus vite qu'il y a plus d'interactions. À l'échelle macroscopique, celui des milliards de milliards de particules, la rupture se produit donc pratiquement instantanément. Autrement dit, l'état de superposition ne peut être maintenu que pour des objets de très petite taille (quelques particules). La décohérence se produit indépendamment de la présence d'un observateur, ou même d'une mesure. Il n'y a donc pas de paradoxe : le chat se situe dans un état déterminé bien avant que la boîte ne soit ouverte. Cette théorie est notamment défendue par les physiciens Roland Omnès et Jean-Marc Lévy-Leblond, par les prix Nobel Murray Gell-Mann et Serge Haroche.

### Théorie de la décohérence avec paramètres cachés
Une variante de la théorie de la décohérence est défendue notamment par les physiciens Roger Penrose, Rimini, Ghirardi et Weber. Elle part de la constatation que la décohérence n'est démontrée à partir des lois quantiques que dans des cas précis, et en faisant des hypothèses simplificatrices et ayant une teneur arbitraire (histoires à « gros grains »). De plus, les lois quantiques étant fondamentalement linéaires, et la décohérence étant non linéaire par essence, obtenir la seconde à partir des premières paraît hautement suspect aux yeux de ces physiciens. Les lois quantiques ne seraient donc pas capables à elles seules d'expliquer la décohérence.
Ces auteurs introduisent donc des paramètres physiques supplémentaires dans les lois quantiques (action de la gravitation par exemple pour Penrose) pour expliquer la décohérence, qui se produit toujours indépendamment de la présence d'un observateur, ou même d'une mesure.
Cette théorie présente l'avantage par rapport à la précédente d'apporter une réponse claire et objective à la question « que se passe-t-il entre le niveau microscopique et le niveau macroscopique expliquant la décohérence ». L'inconvénient est que ces paramètres supplémentaires, bien que compatibles avec les expériences connues, ne correspondent à aucune théorie complète et bien établie à ce jour.

### Approche positiviste
De nombreux physiciens positivistes, bien représentés par Werner Heisenberg ou Stephen Hawking, pensent que la fonction d'onde ne décrit pas la réalité en elle-même, mais uniquement ce que nous connaissons de celle-ci (cette approche coïncide avec la philosophie d'Emmanuel Kant, le noumène, autrement dit la chose en soi, opposée au phénomène, la chose telle que nous la percevons). Autrement dit, les lois quantiques ne sont utiles que pour calculer et prédire le résultat d'une expérience, mais pas pour décrire la réalité. Dans cette hypothèse, l'état superposé du chat n'est pas un état « réel » et il n'y a pas lieu de philosopher à son sujet (d'où la célèbre phrase de Stephen Hawking « Quand j'entends « chat de Schrödinger », je sors mon revolver »). De même, « l'effondrement de la fonction d'onde » n'a aucune réalité, et décrit simplement le changement de connaissance que nous avons du système. Dans cette approche toujours assez répandue parmi les physiciens, le paradoxe est donc évacué.

### Théorie des univers parallèles
La théorie des univers parallèles introduite par Hugh Everett prend le contre-pied de l'approche positiviste et stipule que la fonction d'onde décrit la réalité, et toute la réalité. Cette approche permet de décrire séparément les deux états superposés et leur donne une double réalité qui semblait avoir disparu, dissoute dans le paradoxe (plus exactement deux réalités dans deux univers complètement parallèles — et sans doute incapables de communiquer l'un avec l'autre une fois totalement séparés). Cette théorie ne se prononce pas sur la question de savoir s'il y a duplication de la réalité (many-worlds) ou duplication au contraire des observateurs de cette même réalité (many-minds), puisque ces deux possibilités ne présentent pas de différence fonctionnelle.
Malgré sa complexité et les doutes sur sa réfutabilité, cette théorie emporte l'adhésion de nombreux physiciens, non convaincus par la théorie de la décohérence, non positivistes, et pensant que les lois quantiques sont exactes et complètes.

### Théorie de De Broglie-Bohm
Le paradoxe du chat prend sa source dans l'interprétation que l'on fait de la superposition quantique. Un état superposé n'est mathématiquement qu'une combinaison linéaire d'états observables, deux dans le cas de l'atome radioactif. Le problème survient car dans le monde classique (macroscopique), ces états superposés n'existent pas ou du moins n'ont jamais été observés. On n'observe que les deux autres états, appelés justement états observables. C'est un peu comme dans le jeu de pile ou face, la pièce de monnaie qui virevolte dans l'air, est dans une superposition de l'état pile et de l'état face avant d'être mesurée, mais, à la fin de la mesure, seuls les états pile ou face seront observés. La théorie de De Broglie-Bohm résout le paradoxe du chat de la même façon que l'indéterminisme du jeu de pile ou face est levé, en complétant la description du système.
Pour le jeu de pile ou face, il faut ajouter les conditions initiales précises (positions et vitesses de la pièce) pour déterminer quelle face sera mesurée et patienter pour que la mesure (la gravité) force la pièce à « choisir » entre pile ou face. La théorie de De Broglie-Bohm procède de la même façon pour lever la superposition de l'atome radioactif. Il faut ajouter une position initiale à l'atome radioactif, sa fonction d'onde ne suffit pas à décrire complètement l'expérience.
Bien que la théorie de De Broglie-Bohm reproduise tous les phénomènes quantiques connus, elle est assez peu connue de la communauté des physiciens et peu en vogue parmi celle-ci.
Elle est pourtant considérée comme un exemple intéressant, et même un paradigme d'une théorie à variables cachées non locales.

### Théorie de l'influence de la conscience
Un prix Nobel de physique 1963, Eugene Wigner, soutient la thèse de l'interaction de la conscience, dans la décohérence (cessation de la superposition d'état). Dans cette interprétation, ce ne serait pas une mesure, ou des interactions physiques, mais la conscience de l'observateur qui « déciderait » finalement si le chat est mort ou vivant. En regardant par le hublot, l'œil (dans ce cas, c'est lui l'appareil de mesure) se met dans une superposition d'états : 
- d'un côté, un état A : « uranium désintégré, détecteur excité, marteau baissé, fiole cassée, chat mort » ;
- de l'autre, un état B : « uranium intact, détecteur non excité, marteau levé, fiole entière, chat vivant » ;
- le nerf optique achemine au cerveau une onde qui est aussi dans une superposition des états A et B, et les cellules réceptrices du cerveau suivent le mouvement. C'est alors que la conscience, brutalement, fait cesser le double jeu, obligeant la situation à passer dans l'état A ou dans l'état B (rien ne dit pourquoi ce serait A ou B).

Wigner ne dit pas comment, mais les conséquences de sa position sont importantes : la réalité matérielle du monde serait déterminée par notre conscience, et celle-ci est unique (deux observateurs humains doivent percevoir la même chose). Cette solution peut être vue comme une variante de la solution « avec variables cachées », où le « paramètre supplémentaire » serait la conscience. Les avantages de cette solution sont les mêmes que la solution avec variables cachées, les inconvénients étant qu'elle repose sur des notions non scientifiques (faute d'une définition scientifique de la conscience).
Une variante intéressante rend le résultat plus spectaculaire encore : un appareil photo prend une image du chat au bout d'une heure, puis la pièce contenant le chat est définitivement scellée (hublots fermés). La photographie ne serait quant à elle développée qu'un an plus tard. Or, ce n'est qu'à ce moment-là qu'une conscience humaine tranchera entre la vie ou la mort du chat. Le signal nerveux remonterait-il le temps pour décider de la vie ou de la mort du chat ? Cela peut paraître absurde, mais l'expérience de Marlan Scully et le paradoxe EPR illustrent l'existence de rétroactions temporelles apparentes en physique quantique.

#### Et si le chat était un observateur?
Dans la résolution du paradoxe du chat de Schrödinger, on considère que le chat n'a pas de conscience lui permettant de jouer le rôle d'observateur. On postule donc que l'expérience du chat de Schrödinger est équivalente à celle du baril de poudre d'Einstein. Ceux qui trouvent contre-intuitif de considérer un chat comme un simple objet dépourvu de conscience peuvent explicitement remplacer le chat par le baril de poudre.
Si au contraire on souhaite étudier ce qui se passe si l'observateur est conscient, on remplace le chat par un être humain, ou on ajoute un être humain dans la chaîne, pour éviter les contestations sur le fait que l'observateur est conscient. Ce sont les variantes de l'ami de Wigner et du suicide quantique.
Il faut bien comprendre que les cas d'observateurs conscients constituent des variantes du problème initial, tandis que celles où l'observateur n'est pas conscient sont des reformulations équivalentes.

#### L'ami de Wigner
Dans cette variante imaginée par Eugene Wigner, un de ses amis observe le chat en permanence par un hublot. Cet ami aime les chats.
Donc la superposition d'états du chat mort/vivant conduirait à une superposition d'états de l'ami de Wigner triste/heureux, si l'on suppose qu'un observateur conscient peut également être mis dans un état superposé. La plupart des interprétations ci-dessus concluent au contraire que la superposition d'états serait brisée avant d'entraîner celle de l'ami de Wigner.

## Le suicide quantique
Le suicide quantique propose qu'un être humain, capable de jouer le rôle d'observateur, prenne la place du chat. Cette situation pose problème aux interprétations faisant jouer un rôle à la conscience, car notre courageux volontaire ne peut avoir conscience par définition que d'être vivant. Cela entraîne de nouvelles questions.
Contrairement au cas du chat (supposé non conscient, rappelons qu'en cas de doute sur ce sujet on peut remplacer le chat de Schrödinger par le baril de poudre d'Einstein), cette expérience conduirait à différents résultats selon les interprétations. Elle permettrait donc d'éliminer plusieurs interprétations si elle n'était pas irréalisable pour une multitude de raisons évidentes.

### Interprétation de Wigner
L'interprétation de Wigner conduit à l'impossibilité de la mort de notre volontaire… qui doit donc interdire la désintégration de l'atome.
En effet, d'après Wigner, c'est la prise de conscience d'un état qui provoque, directement ou indirectement, l'effondrement de la fonction d'onde. La prise de conscience n'étant possible que dans le cas « vivant », cela rend impossible l'effondrement de la fonction d'onde dans l'état « mort » (en tout cas tant qu'il n'y a pas un « ami » de Wigner pour prendre conscience de l'état de l'expérimentateur).
Cette interprétation soulève notamment les questions suivantes : Que se passe-t-il quand la probabilité de désintégration devient très proche de 1 ? Jusqu'à quand les atomes « accepteront-ils » de ne pas se désintégrer parce qu'un humain ne peut avoir conscience de sa propre mort ?

### Cas des univers multiples d'Everett
Le cas du « suicide quantique » a été, à l'origine, imaginé pour contrer cette interprétation.
Cette interprétation fait également jouer un rôle à la conscience, car elle stipule qu'à chaque observation la conscience se « scinde » en autant d'univers que d'observations physiquement possibles…
Dans cette interprétation, il y a toujours au moins un univers dans lequel l'expérimentateur est vivant (à moins que la probabilité de mourir ne soit de 100 %). On pourrait dès lors se demander si la « conscience » ne bifurque pas systématiquement dans l'univers avec le résultat « vivant », menant à une sorte d' « immortalité quantique » ; l'auteur et acteur Norbert Aboudarham a brodé autour de ce thème sa pièce Le Chat de Schrödinger.

## Conclusion
|                                         |                                         |  | Arbre des solutions du problème de la mesure           |                                                        |  |                                                |                                               |  |                                                   |                                                   |  |                                            |                                            |                                  |                                  |                                  |                            |
|                                         |                                         |  |                                                        |                                                        |  |                                                |                                               |  |                                                   |                                                   |  |                                            |                                            |                                  |                                  |                                  |                            |
|                                         |                                         |  |                                                        |                                                        |  | Théorie quantique                              |                                               |  |                                                   |                                                   |  |                                            |                                            |                                  |                                  |                                  |                            |
|                                         |                                         |  |                                                        |                                                        |  |                                                |                                               |  |                                                   |                                                   |  |                                            |                                            |                                  |                                  |                                  |                            |
|                                         |                                         |  |                                                        |                                                        |  |                                                |                                               |  |                                                   |                                                   |  |                                            |                                            |                                  |                                  |                                  |                            |
|                                         |                                         |  |                                                        |                                                        |  |                                                |                                               |  |                                                   |                                                   |  |                                            |                                            |                                  |                                  |                                  |                            |
| N'est pas censée représenter la réalité | N'est pas censée représenter la réalité |  |                                                        |                                                        |  | Ne représente pas totalement la réalité        | Ne représente pas totalement la réalité       |  |                                                   |                                                   |  |                                            | Représente totalement la réalité           | Représente totalement la réalité | Représente totalement la réalité | Représente totalement la réalité |                            |
| N'est pas censée représenter la réalité | N'est pas censée représenter la réalité |  |                                                        |                                                        |  | Ne représente pas totalement la réalité        | Ne représente pas totalement la réalité       |  |                                                   |                                                   |  |                                            | Représente totalement la réalité           | Représente totalement la réalité | Représente totalement la réalité | Représente totalement la réalité |                            |
|                                         |                                         |  |                                                        |                                                        |  |                                                |                                               |  |                                                   |                                                   |  |                                            |                                            |                                  |                                  |                                  |                            |
|                                         |                                         |  |                                                        |                                                        |  |                                                |                                               |  |                                                   |                                                   |  |                                            |                                            |                                  |                                  |                                  |                            |
| Positivisme                             | Positivisme                             |  | Lois quantiques modifiées                              | Lois quantiques modifiées                              |  | Influence de la conscience                     | Influence de la conscience                    |  | Ajout d'une variable supplémentaire : la position | Ajout d'une variable supplémentaire : la position |  | Décohérence quantique                      | Décohérence quantique                      |                                  |                                  | Univers multiples                | Univers multiples          |
|                                         |                                         |  |                                                        |                                                        |  |                                                |                                               |  |                                                   |                                                   |  |                                            |                                            |                                  |                                  |                                  |                            |
| Stephen Hawking Niels Bohr              | Stephen Hawking Niels Bohr              |  | Roger Penrose                                          | Roger Penrose                                          |  | Eugene Wigner                                  | Eugene Wigner                                 |  | Théorie de De Broglie-Bohm                        | Théorie de De Broglie-Bohm                        |  | Roland Omnès Murray Gell-Mann James Hartle | Roland Omnès Murray Gell-Mann James Hartle |                                  |                                  | Hugh Everett David Deutsch       | Hugh Everett David Deutsch |
|                                         |                                         |  |                                                        |                                                        |  |                                                |                                               |  |                                                   |                                                   |  |                                            |                                            |                                  |                                  |                                  |                            |
|                                         |                                         |  | Giancarlo Ghirardi Alberto Rimini Wilhelm Eduard Weber | Giancarlo Ghirardi Alberto Rimini Wilhelm Eduard Weber |  | John von Neumann Fritz London et Edmond Bauer  | John von Neumann Fritz London et Edmond Bauer |  | John Bell                                         | John Bell                                         |  | H. Dieter Zeh Wojciech Zurek               | H. Dieter Zeh Wojciech Zurek               |                                  |                                  |                                  |                            |
|                                         |                                         |  |                                                        |                                                        |  |                                                |                                               |  |                                                   |                                                   |  |                                            |                                            |                                  |                                  |                                  |                            |
|                                         |                                         |  |                                                        |                                                        |  | Bernard d'Espagnat Olivier Costa de Beauregard |                                               |  |                                                   |                                                   |  |                                            |                                            |                                  |                                  |                                  |                            |

Dans tous les cas, cette expérience de pensée et le paradoxe associé ont aujourd'hui pris valeur de symboles centraux de la physique quantique. Qu'ils servent à supporter un aspect de cette théorie ou qu'ils servent à défendre une option théorique divergente, ils sont appelés à la rescousse pratiquement à chaque fois que la difficile convergence entre la réalité macroscopique et la réalité microscopique (une situation caractéristique du monde quantique) est observée ou supposée.
Ce chat mort-vivant peut apparaître comme une expérience de pensée folle, mais c'est une bonne introduction à la complexité de la mécanique quantique. Il est aussi important de noter que c'est justement de la maîtrise des états de superposition et de la décohérence (et donc de la solution de ce paradoxe) que dépend la réalisation d'un ordinateur quantique.

## Expériences
Si l'on ne peut mettre un chat dans une superposition d'états incompatibles, on peut en revanche le faire avec des systèmes plus simples. Les plus employés utilisent des photons.

### Expérience de Serge Haroche de 1996
Une première expérience a été réalisée en 1996 par Serge Haroche qui a obtenu un prix Nobel en 2012 pour ces travaux et les techniques associées,.
Le but de cette expérience est d'observer comment un état de superposition se maintient (ou disparaît) en changeant d'échelle, en appliquant un état superposé à un ensemble de plus en plus grand de particules (ici des photons). Les défis expérimentaux de cette expérience sont importants et complexes, à tel point que Schrödinger lui-même doutait que l'on fût jamais capable de la réaliser concrètement. Notamment :
- mettre en état de superposition un ensemble de particules et contrôler leur nombre ;
- mesurer l'état de superposition (ou non) de l'ensemble sans trop perturber cet état.

Le principe est le suivant. Haroche piège des photons dans une cavité supraconductrice contenant des miroirs hyperréfléchissants. Les photons rebondissent entre les miroirs sur 40 000 km soit plus d'un dixième de seconde, permettant leur manipulation et leur mesure pendant ce laps de temps.
Pour placer ces photons dans un état de superposition, on prépare un atome géant de Rydberg en état de superposition, où l'un des électrons de l'atome se situe sur deux orbites à la fois. L'atome traverse la cavité, les photons réagissent avec les électrons de l'atome et se placent eux-mêmes en état superposé avec deux phases à la fois. Cet ensemble de photons superposés est un mini "chat de Schrödinger" dans deux états à la fois. Ce premier atome permet aussi d'avoir une indication du nombre de photons présents dans la cavité : l'atome émet une fréquence de 51 GHz qui se décale de manière très sensible en fonction du nombre de photons qu'il a influencés.
Pour mesurer l'état des photons, un second atome de Rydberg préparé de la même façon traverse la cavité. Des mesures astucieuses de l'atome à sa sortie permettent d'obtenir une courbe avec deux "bosses" si les photons sont superposés, et une seule s'ils de le sont pas.
Les résultats sont les suivants. Les "mini chats" perdent naturellement leur état superposé avec le temps, même s'il n'y a aucune "mesure" explicite provoquant en tant que telle l'effondrement de la fonction d'onde. Plus les particules sont nombreuses, plus le temps de superposition est court. Ces résultats sont compatibles et prédits par la théorie de la décohérence.
Cette expérience semble indiquer qu'un "chat" ne peut être simultanément mort et vivant pendant un temps significatif, et notamment jusqu'à ce qu'on l'"observe", remettant en question des expériences de pensée comme l'ami de Wigner.

### Expérience de Philippe Grangier de 2007
Une deuxième a été réalisée en août 2007 sur des photons par des chercheurs de l'institut d'optique Paris Sud (dont le français Philippe Grangier).
On parle d'« état de chat » pour dire qu'un objet quantique est dans une superposition d'états incompatibles.

### Un chat de 16 microgrammes
En 2010, Andrew Cleland (en) et ses collègues construisent un micro-oscillateur en nitrure d'aluminium comportant près de 1013 atomes, le refroidissent en dessous de 0,1 K et le connectent à un qubit. Grâce à un flux magnétique externe, ils placent cet oscillateur dans un état de superposition de deux modes de vibration.
En 2023, Yiwen Chu et ses collègues s'inspirent du dispositif précédent et l'étendent à un résonateur d'environ 1017 atomes (16 µg, le plus gros objet observé dans une superposition d'états),. L'état quantique superposé du résonateur est mis en évidence par un qubit supraconducteur, couplé au résonateur par un champ électrique.

## Dans la culture

### Humour
Le chat de Schrödinger, dans un état si particulier, amena de nombreuses blagues. D'abord, il est souvent présenté comme un fantôme, puisqu'il est mort et vivant à la fois. Comme il n'a jamais été observé, des physiciens ont dessiné des avis de recherche : « WANTED ! Chat de Schrödinger. Mort et vif ».
Et quelquefois, pour être plus rigoureux : « WANTED ! Chat de Schrödinger. Mort, vif ou {\displaystyle {\frac {1}{\sqrt {2}}}\cdot \left(|\mathrm {mort} \rangle +|\mathrm {vif} \rangle \right)}».
On écrit également parfois que le chat n’est pas mort, avec les mots en gras clignotants.
Dans un dessin humoristique[réf. nécessaire], la vétérinaire déclare : "Monsieur Schrödinger, j'ai une bonne et une mauvaise nouvelle pour vous".
Certains ont noté que comme c'est en ouvrant la boîte qu'on tue le chat (ou pas), Schrödinger a donné un nouveau sens au proverbe anglophone « curiosity killed the cat » (« la curiosité tua le chat »).

### Littérature
- Dans le roman Le Chat passe-muraille de Robert Heinlein, un chaton nommé Pixel dispose de pouvoirs inexpliqués. Finalement, la seule explication donnée est qu'il est un chat de Schrödinger[17].
- Dans L'Avènement des chats quantiques (The coming of the quantum cats) de Frederik Pohl (1986), l'armée américaine fait des recherches sur la manière de passer dans un des mondes parallèles (Pohl les appelle des lignes temporelles ou paratemps), afin de l'utiliser comme pont pour envahir leur ennemi dans leur propre paratemps. Des individus sont envoyés dans ces mondes où l'Histoire s'est déroulée d'une manière un peu différente, ils y rencontrent leur double, et les choses se compliquent de plus en plus quand les doubles de plusieurs paratemps différents convergent. Les recherches de l'armée sont menées en prenant comme base l'expérience des chats de Schrödinger, que Frederik Pohl relate quelques chapitres après le début du livre.
- Armand Gatti (auteur de théâtre) se réfère très souvent au chat de Schrödinger dans son œuvre, notamment dans La Parole errante et La Traversée des langages (édition Verdier).
- L'auteur et acteur Norbert Aboudarham a brodé autour du thème de l'immortalité du « suicidé quantique » dans sa pièce Le Chat de Schrödinger.
- Raul Endymion, le narrateur des deux derniers tomes du cycle d'Hypérion de Dan Simmons (Endymion et l'Eveil d'Endymion), est enfermé dans une boîte à chat de Schrödinger. Condamné à mort, c'est dans cette boîte qu'il raconte ses aventures en attendant la libération aléatoire du gaz toxique.
- L'auteur anglais Terry Pratchett, dans son livre Mécompte de fée fait une allusion à cette expérience lorsqu'un des personnages enferme un chat dans une boîte. Il explique alors que dans cette situation le chat est soit a) Mort, b) Vivant, ou c) Vachement en colère.
- Pratchett, toujours, dans son livre Le Dernier Héros : Monsieur « La Mort », qui essaie de comprendre les hommes, est devant une boîte. Son domestique, Albert, lui explique que c'est en soulevant le couvercle qu'il sera déterminé si le chat est vivant ou mort.

« – Le chat va mourir quand il n'y aura plus d'air ?

– Je pense qu'il risque de mourir, oui, monsieur, répondit son valet de chambre Albert. Mais à mon avis, c'est pas ça l'important. Si j'ai bien compris, vous savez pas si le chat est mort ou vivant tant que vous avez pas regardé.

– Nous serions dans de beaux suaires, Albert, si, Moi, je ne savais pas reconnaître le mort du vif sans aller y voir de plus près.

– Euh… Théoriquement, Monsieur, c'est le fait même de regarder qui détermine si c'est vivant ou pas.

« La Mort » parut choqué. 

– Insinuerais-tu que je vais tuer le chat rien qu'en le regardant ?

– C'est pas vraiment ça, monsieur.

– Je veux dire, ce n'est pas comme si je faisais des grimaces, des choses comme ça. »

- Dans le roman Un cheval dans la salle de bains de Douglas Adams, Dirk Gently explique l'expérience du chat de Schrödinger à Richard MacDuff.
- Dans le roman Seul sur Mars d'Andy Weir, Mark Watney se compare au chat de Schrödinger, car, depuis le satellite, il est impossible de déterminer si ce dernier est toujours en vie dans le sas de décompression, déchiré du reste de l'habitacle.
- Le Chat de Schrödinger est un roman de l'écrivain français Philippe Forest publié en 2013 chez Gallimard.

### Cinéma
- Dans le film Repo Men, le héros fait référence à cette expérience lorsqu'il écrit ses mémoires sur une machine à écrire.
- Dans le film Serious Man (2009) des frères Coen, le personnage principal, professeur de physique, explique à sa classe l'expérience du chat de Schrödinger.
- Le film Coherence (2013) de James Ward Byrkit reprend et figure l'expérience du chat de Schrödinger en racontant l'histoire d'amis réunis pour un dîner. Le titre du film est également directement inspiré de cette expérience.

### Séries télévisées
- Dans le dernier épisode de la saison 1 de la série télévisée The Big Bang Theory, Sheldon, sollicité par Penny, compare à cette expérience de pensée la possible relation entre cette dernière et Leonard, et lorsque Leonard embrasse subitement Penny lors de leur premier rendez-vous, celle-ci s'exclame : « le chat est bien vivant ! ».
- Dans l'épisode « Law and Oracle » de la série animée Futurama (épisode 17, saison 6), Fry, alors policier, est amené à poursuivre un certain Schrödinger, qui s'enfuit en voiture avec une boîte. Après l'avoir attrapé, Fry lui demande ce que contient la boîte. La réponse donnée est « un chat ». Fry demande alors s'il est vivant ou mort (après ouverture de la boîte, il s'avère qu'il est toujours vivant).
- Dans l'épisode « Les réfugiés » de la série Stargate SG-1, Samantha Carter montre un chat nommé Schrödinger à un visiteur et lui explique d'où vient son nom, l'expérience du chat de Schrödinger.
- Dans la série Sliders : Les Mondes parallèles, lors de l'épisode pilote, le personnage principal Quinn Mallory, qui est étudiant en physique quantique, expérimente lui-même sa machine, après avoir hésité à le faire sur son chat domestique appelé Schrödinger mais estimant que « s'il devait lui arriver quelque chose », il « ne [s]e le pardonnerai[t] jamais ».
- Dans l'épisode 6 de la série Flashforward, le personnage Simon (Dominic Monaghan) explique l'expérience du chat de Schrödinger de façon simplifiée[18].
- Dans l'épisode 19 de la saison 4 de la série NCIS : Enquêtes spéciales, l'agent spécial Timothy McGee compare le suspect d'un attentat à la bombe au chat de Schrödinger, car celui-ci serait mort la veille avant l'explosion, selon les analyses du médecin-légiste, le Dr Donald Mallard.
- Dans l'épisode 13 de la saison 4 de Person of Interest, le personnage de Root compare l'expérience du chat de Schrödinger à la disparition de son amie Sameen Shaw alors qu'elle roule vers New York avec John Reese. Elle explique que tant que Shaw n'a pas été retrouvée, elle n'est ni morte ni vivante, mais selon elle « Rien ne tue ce genre de chat ».
- Dans l'épisode 26 de la saison 2 de Scooby-Doo : Mystères associés, après avoir détruit le démon, les 5 amis se retrouvent dans un espace-temps de leur ville, Crystal Cove, qu'ils ne connaissent pas et où tout a été modifié, puisque le démon n'a jamais existé. Véra trouve alors la solution de cette situation à travers l'explication à ses amis de l'expérience du chat de Schrödinger.
- La série animée Noein (2005), constitué de 24 épisodes de 25 minutes, traite essentiellement de ce thème. L'héroïne est à son insu une observatrice quantique, qui donne réalité à une dimension par le simple fait d'y croire. Cette série animée recèle des références plus ou moins pertinentes sur la physique quantique, et a le mérite d'illustrer les paradoxes de cette science de manière simple et pédagogique.
- Dans l'épisode 1 de la saison 2 de Rick & Morty Effet Rick-ochet : une dispute entre Morty et Summer crée une séparation entre deux univers presque identiques, Rick en ouvrant la porte du garage montre que leur maison a été transportée dans un espace-temps, dans lequel flottent des chats de Schrödinger.
- Dans la série Dark pour expliquer la présence d'un Jonas mort et vivant ainsi que Martha via l'intrication quantique, confirmée en début de l'épisode 7 de la saison 3 avec l'explication même du chat de Schrödinger.
- Dans l'animé Rascal Does Not Dream of Bunny Girl Senpai Rio Futaba utilise l'exemple du chat de Schrödinger pour expliquer les bases de la physique quantique à Sakuta.
- Dans la série Dark Matter, le chat de Schrödinger sert de métaphore pour la superposition quantique. Le personnage principal, Jason Dessen, expérimente des réalités alternatives, évoquant l’état du chat qui est à la fois vivant et mort. La série explore la nature de la réalité et les effets de nos décisions.

### Bande dessinée et manga
- L'un des personnages du manga et anime Hellsing s'appelle Schrödinger. Ce membre de l'organisation Millenium est un jeune homme doté d'oreilles de chat et possédant la capacité d'être à la fois partout et nulle part.
- Dans le manga Pétales de réincarnation, un des revenants de « la forêt des grands hommes » est nommé Schrödinger, possède un corps d'homme et une tête de chat, et son pouvoir est de changer de réalité instantanément, celle où il n'est pas mort, afin de vaincre ses ennemis. Cette particularité le rend « immortel ».
- Dans la bande dessinée Jack B. Quick, scénarisée par Alan Moore, lorsque le personnage principal teste la loi de la lévitation félino-tartinique (ou Paradoxe du chat beurré), son chat finit par s'enfuir et l'épilogue dit qu'il alla se réfugier chez M. Schrödinger et qu'on ne l'a jamais revu.
- Dans Myriad Colors Phantom World (en) (Musaigen no Phantom World), au début de l'épisode 7, le héros nous explique l'expérience du chat de Schrödinger.
- Dans le manga Ushinawareta Mirai o Motomete (en), des expériences sur la modification du passé et la remontée dans le temps sont inspirées de cette expérience.

### Jeux vidéo
- Dans le jeu vidéo BioShock 2, on a l'occasion de rencontrer de nombreux chats, tous passés de l'autre côté du miroir. Or, dans une salle du Parc Dionysos, on retrouve un chat cryogénisé nommé Schrödinger. En apparence mort, le chat semble pourtant miauler. Son statut est difficilement identifiable, mais l'on peut prétendre que le chat est mort et vivant à la fois[19].
- Le jeu vidéo d'aventure/réflexion Zero Escape: Virtue's Last Reward est probablement l'œuvre de fiction qui couvre de la manière la plus complète et la plus pédagogique possible l'expérience du Chat de Schrödinger. Non seulement il présente très précisément l'expérience au cours de la progression dans le jeu, mais il en constitue aussi et surtout une brillante application pratique dans son intrigue-même, le joueur devenant presque sujet de l'expérience. Par ailleurs, Zero Escape: Virtue's Last Reward présente la solution proposée par Everett des univers parallèles et le problème de la réalisation d'un ordinateur quantique, problème indirectement lié à l'expérience du Chat de Schrödinger.
- Dans Mush, un chat nommé Schrödinger se trouve à bord du vaisseau.
- Dans Hordes, on peut trouver en explorant le désert une « boîte de Schrödinger » contenant soit un petit chat mignon, soit une fiole de poison, soit un chat partiellement digéré en colère (ce qui représente une évolution aux deux seules possibilités offertes par la théorie d'origine).
- Dans Umineko no naku koro ni, le chat de Schrödinger est utilisé par Beatrice pour illustrer la nature de sa magie : comme elle est la seule à connaître le secret derrière ses chambres closes elle devient maître de cette dimension et peut justifier l'existence de la magie. La boîte du chat est aussi utilisée pour illustrer l'île coupée du monde ou se déroule la série de meurtres, le monde extérieur se retrouve alors libre d’interpréter tous les scénarios possibles.
- Dans Portal 2, une des phrases du processeur de savoir inutile est : « Le paradoxe du chat de Schrödinger postule une situation dans laquelle un chat prisonnier à l'intérieur d'une boîte est à la fois mort et vivant. Schrödinger s'est servi de ce paradoxe pour pouvoir tuer des chats impunément. »
- Dans Half-Life, il est fait référence au physicien et à son expérience de pensée par la présence d'un cadre représentant un chat, avec en légende les nom, prénom, qualité et date de naissance et de décès du célèbre inventeur.
- Dans League of Legends, le nom du personnage Heimerdinger est inspiré de Robert Oppenheimer et de Erwin Schrödinger.
- Dans The Witcher 3: Wild Hunt, on peut trouver une lettre s'adressant à un sorceleur de l'école du chat dans laquelle on peut lire : « Ils ont tué Axel et Cédric. Quant à Schrödinger, c'est difficile à dire : il est peut-être en vie, ou peut-être mort ».
- Dans Life is Strange, un des personnages, Warren, porte un t-shirt représentant une boîte à côté d'une bulle de BD où il est écrit « Meow ».
- Dans Assassin's Creed Origins, lors de l'activation du mécanisme ancien Qeneb.too Kah'Aiye, situé dans le désert du Desheret. Ce mécanisme est associé au tombeau de Seth-Anat[20].
- Dans le jeu vidéo Outer Wilds, un personnage est bloqué sur une lune "quantique" alors qu'une explosion de matière toxique ravage les environs. Quand bien plus tard notre avatar se pose sur cette lune, il peut voir le cadavre de ce personnage lorsque la lune est dans le rayon d'action de l'explosion, et le personnage bien vivant quand la lune en est éloignée.

### Informatique
- Le Schrödinger's Cat (« Chat de Schrödinger » en français) est également le nom de version de la distribution Linux Fedora 19.